# 司徒非
司徒非（1893年—1937年），字严克，广东省开平县赤水塘美村人。中华民国军事将领。

## 生平
早年毕业于保定军校，曾经担任过江门市市长、广州市公安局局长、广东省政府参议员。少将军衔。
1932年1月，日本人在上海挑起“一·二八”事件，其任十九路军独立团团长。1933年11月，李济深、蒋光鼐、蔡廷锴在福建省组织“中华共和国人民革命政府”时，司徒非随军前往，与中央军对抗。闽变失败后，司徒非在香港从商。
1937年7月，抗日战争爆发，司徒非受一五六軍軍长谭邃的邀请，任一六〇师中将参谋长。曾经参加过“八·一三”战役。11月，上海沦陷，随军退守南京。11月10日南京南门突圍時中彈殉国。